# 活出意義來
《活出意義來》是维克多·弗兰克於1946年出版的一本書，記錄了他在第二次世界大战期間作為納粹集中營囚犯的經歷，並描述了他的心理治療方法。該方法包括通過三種方式之一來確定每個人生命的目的：完成任務、照顧他人，或者在面對苦難時以尊嚴找到意義。
弗蘭克觀察到，在集中營中的倖存者能夠找到一個讓自己感到積極的生活目的，並且投入到想像這個目的中，例如與（想像中的）親人交談。並發現一個囚犯對未來的想像方式，將會影響他的生存期。這本書旨在回答「在集中營的日常生活如何反映在普通囚犯的心中？」的問題。第一部分是弗蘭克對他在集中營的經歷的分析，而第二部分介紹了他的意義觀，和他所提出的名為「意志療法」的理論。
根據書籍俱樂部和美國國會圖書館的一項調查，《活出意義來》被列入「美國十本最有影響力的書籍」之一。截至作者於1997年去世時，這本書已售出超過1000萬冊，並被翻譯成24種語言。

## 標題

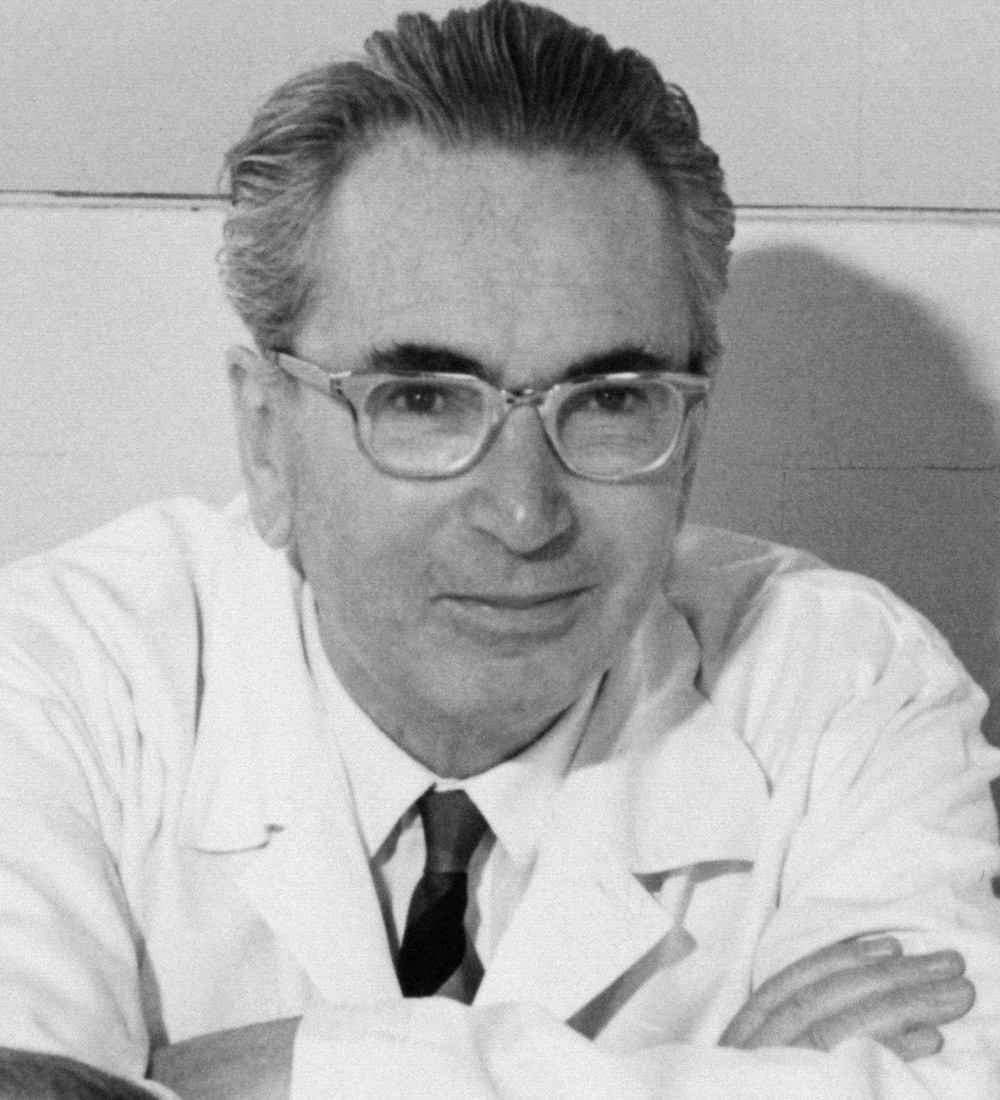
维克多·弗兰克，本書作者。

這本書的原標題是《一位心理學家在集中營的經歷》（德語：Ein Psychologe erlebt das Konzentrationslager）。後來的德文版本將標題前置為《儘管如此，仍然對生命說是》（Trotzdem Ja zum Leben Sagen），這取自於《布燕瓦爾之歌》（Das Buchenwaldlied）中的一句歌詞，該歌是由佛里德里希·勞納-貝達在布亨瓦德集中營期間創作的。第一個英文翻譯的標題是《From Death-Camp to Existentialism》。這本書的常見英文全稱是《活出意義來：意義療法簡介（Man's Search for Meaning: An Introduction to Logotherapy）》，盡管這個副標題在現代版本的封面上通常不會印出。

## 內容
在這份由弗蘭克匿名發表的經歷報告中，他以一位猶太心理學家的半自傳式視角描述了在集中營中的經歷。一開始，他談到了被送進集中營對囚犯的影響，以及囚犯之間的關係，例如一些成為看守的囚犯比真正的納粹看守更加殘忍。對弗蘭克來說，集中營中的核心體驗是，即使在最不人道的條件下，人仍然能夠找到生命的意義。他描述了那些等待他們的人有更好生存機會的囚犯。弗蘭克本人認為，他能夠在未來講授有關集中營對心理的影響的講座是一種慰藉
報告的最後50頁是劇本《比爾康瓦爾中的同步化》：蘇格拉底、伊曼努爾·康德和巴魯赫·史賓諾沙從天堂來到虛構的「比爾康瓦爾集中營」，想要幫助無知的人們。然而，他們發現無法做到這一點，因為人們必須要依靠自己，才能尋找為何而活的意義。

## 評價
根據1991年美國國會圖書館和每月圖書俱樂部進行的調查，《活出意義來》被評為美國影響力最大的十本書之一。 到1997年弗蘭克去世時，這本書已銷售超過1000萬冊，並被翻譯成24種語言。 截至2022年，該書已售出1,600萬冊，並以52種語言印刷發行。
書的序言作者高尔顿·威拉德·奥尔波特將其描述為「一個富有戲劇性敘述的珍品」，提供了對當今最重要的心理學運動的引人入勝的介紹。莎拉·贝克韦尔將其描述為「對存在主義思想在現實生活中所能做的，非常強大而感人的例證」，玛丽·富布卢克讚揚了「弗蘭克探索生命中意義重要性的方式， 將其視為生存的關鍵。」
然而，該書的某些方面也受到了批評。弗蘭克在書中的一個主要觀點是，积极心态使人們更能夠在集中營中生存下來。但理查德·米德爾頓-卡普蘭（ Richard Middleton-Kaplan）表示，這意味著，不管是有意還是無意的，那些死去的人已經放棄了，這為猶太人就像待宰的羊一樣的想法鋪平了道路。大屠殺分析家勞倫斯·L·朗格批評弗蘭克推廣意志療法，並表示該書具有問題的含義。他還指責弗蘭克有一種自吹自擂的語氣，以及對大屠殺受害者的研究態度缺乏人道主義。

## 另見
- 焦慮
- 需求层次理论
- 美麗人生

## 外部連結
- Viktor Frankl: Why believe in others （页面存档备份，存于） TED talk
- Commentary on Man's Search For Meaning （页面存档备份，存于） by personal development scholar Tom Butler-Bowdon  (50 Self-Help Classics, 2003. ISBN 978-1857883237)
- Viktor Frankl at Ninety: An Interview （页面存档备份，存于）
- Man's Search for Meaning book cover
- Gilmore, Byron Ross.  (M.A.论文). Wilfrid Laurier University. 1997  [2024-02-10]. （原始内容存档于2023-04-08）.
- There's More To Life Than Being Happy （页面存档备份，存于） in The Atlantic, discussion of Man's Search For Meaning. 2013.